# Diecezja Cape Palmas
Diecezja Cape Palmas (łac. Diœcesis Capitis Palmensis) – diecezja rzymskokatolicka w Liberii. Powstała w 1950 jako prefektura apostolska. Podniesiona do rangi wikariatu apostolskiego w 1962. Diecezja od 1981.

## Główne świątynie
- Katedra: Katedra św. Teresy od Dzieciątka Jezus w Cape Palmas

## Biskupi

### Prefekt apostolski
- Francis Carroll SMA (1950–1960)

### Wikariusze apostolscy
- Nicholas Grimley SMA (1962–1972)
- Patrick Kla Juwle (1972–1973)
- Boniface Nyema Dalieh (1973–1981)

### Biskupi diecezjalni
- Boniface Nyema Dalieh (1981–2011)
- Andrew Jagaye Karnley (od 2011)